# League of Ireland Premier Division (2023)
League of Ireland Premier Division 2023 (znana jako SSE Airtricity League Premier Division ze względów sponsorskich) – była 39. edycją najwyższej klasy rozgrywkowej piłki nożnej w Irlandii pod tą nazwą, a 103. mistrzowskimi rozgrywkami w ogóle.
Brało w niej udział 10 drużyn, które w okresie od 17 lutego 2022 do 3 listopada 2023 rozegrały 36 kolejek meczów. Sezon zakończył baraż o utrzymanie w Premier Division.
Tytuł mistrzowski obroniła drużyna Shamrock Rovers zdobywając czwarty tytuł z rzędu, a dwudziesty pierwszy w swojej historii.

## Drużyny
| Uczestnicy poprzedniej edycji | Uczestnicy poprzedniej edycji | Uczestnicy poprzedniej edycji | Uczestnicy poprzedniej edycji |
| --- | ----------------------------- | ----------------------------- | ----------------------------- |
| SHR | Shamrock Rovers               | Dublin                        | 1                             |
| DER | Derry City                    | Derry                         | 2                             |
| DUN | Dundalk F.C.                  | Dundalk                       | 3                             |
| STP | St. Patrick’s Athletic        | Dublin                        | 4                             |
| SRS | Sligo Rovers                  | Sligo                         | 5                             |
| BOD | Bohemian F.C.                 | Dublin                        | 6                             |
| SHB | Shelbourne FC                 | Dublin                        | 7                             |
| DRU | Drogheda United               | Drogheda                      | 8                             |
| po barażach |                               |                               |                               |
| UCD | University College Dublin     | Dublin                        | 9                             |
| Awans z First Division |                               |                               |                               |
| COR | Cork City                     | Cork                          | 1                             |
| Oznaczenia: - kolumna pierwsza – skróty nazw drużyn, - kolumna trzecia – siedziba klubu, - kolumna czwarta – miejsce zajęte w poprzednim sezonie. |                               |                               |                               |

## Tabela
| Lp. | Drużyna                   | M  | Z  | R  | P  | B+ | B- | +/– | Pkt | Kwalifikacja lub spadek                         |
| --- | ------------------------- | -- | -- | -- | -- | -- | -- | --- | --- | ----------------------------------------------- |
| 1   | Shamrock Rovers (M)       | 36 | 20 | 12 | 4  | 67 | 27 | +40 | 72  | Liga Mistrzów UEFA • I runda kwalifikacyjna     |
| 2   | Derry City                | 36 | 18 | 11 | 7  | 57 | 24 | +33 | 65  | Liga Konferencji UEFA • I runda kwalifikacyjna  |
| 3   | St Patrick's Athletic (P) | 36 | 19 | 5  | 12 | 59 | 42 | +17 | 62  | Liga Konferencji UEFA • II runda kwalifikacyjna |
| 4   | Shelbourne                | 36 | 15 | 15 | 6  | 44 | 27 | +17 | 60  | Liga Konferencji UEFA • I runda kwalifikacyjna  |
| 5   | Dundalk                   | 36 | 17 | 7  | 12 | 59 | 44 | +15 | 58  |                                                 |
| 6   | Bohemians                 | 36 | 16 | 10 | 10 | 53 | 40 | +13 | 58  |                                                 |
| 7   | Drogheda United           | 36 | 10 | 11 | 15 | 40 | 54 | −14 | 41  |                                                 |
| 8   | Sligo Rovers              | 36 | 10 | 7  | 19 | 36 | 51 | −15 | 37  |                                                 |
| 9   | Cork City (B, S)          | 36 | 8  | 7  | 21 | 35 | 64 | −29 | 31  | Baraż o Premier Division                        |
| 10  | UCD (S)                   | 36 | 2  | 5  | 29 | 19 | 96 | −77 | 11  | Spadek do First Division                        |

## Wyniki
| Gospodarz \ Gość      | BOH | COR | DER | DRO | DUN | STP | SHM | SHE | SLI | UCD | BOH | COR | DER | DRO | DUN | STP | SHM | SHE | SLI | UCD |
| --------------------- | --- | --- | --- | --- | --- | --- | --- | --- | --- | --- | --- | --- | --- | --- | --- | --- | --- | --- | --- | --- |
| Bohemians             |     | 5–0 | 0–1 | 3–1 | 2–1 | 2–3 | 0–2 | 0–0 | 2–0 | 2–1 |     | 4–0 | 2–2 | 4–2 | 3–2 | 0–2 | 2–2 | 1–1 | 3–1 | 2–0 |
| Cork City             | 1–2 |     | 1–3 | 1–1 | 1–0 | 2–3 | 1–0 | 0–2 | 1–0 | 4–0 | 2–1 |     | 0–1 | 1–1 | 1–2 | 0–1 | 0–0 | 0–2 | 3–0 | 1–1 |
| Derry City            | 0–1 | 2–0 |     | 0–1 | 0–0 | 2–0 | 0–2 | 0–0 | 1–1 | 4–1 | 0–0 | 2–0 |     | 3–0 | 3–0 | 3–0 | 1–1 | 0–0 | 2–1 | 6–0 |
| Drogheda United       | 0–2 | 0–1 | 0–1 |     | 0–1 | 1–3 | 1–1 | 1–1 | 1–0 | 3–1 | 0–0 | 3–1 | 0–0 |     | 1–2 | 2–1 | 0–0 | 2–4 | 2–2 | 3–0 |
| Dundalk               | 2–2 | 2–1 | 2–2 | 3–2 |     | 5–0 | 0–4 | 2–1 | 1–2 | 1–1 | 2–0 | 5–0 | 1–3 | 3–1 |     | 1–1 | 2–0 | 1–1 | 1–0 | 4–1 |
| St Patrick's Athletic | 0–2 | 4–0 | 1–1 | 3–0 | 2–1 |     | 0–2 | 1–0 | 0–1 | 3–0 | 0–0 | 1–1 | 4–1 | 1–2 | 3–1 |     | 0–2 | 1–0 | 1–0 | 7–0 |
| Shamrock Rovers       | 2–0 | 4–4 | 1–2 | 1–2 | 2–0 | 2–2 |     | 2–2 | 2–1 | 3–0 | 3–0 | 2–1 | 1–0 | 5–0 | 1–0 | 3–2 |     | 1–0 | 4–2 | 4–0 |
| Shelbourne            | 1–0 | 2–1 | 0–1 | 0–0 | 1–1 | 0–1 | 0–0 |     | 2–1 | 1–0 | 1–1 | 2–1 | 1–1 | 3–2 | 1–0 | 2–1 | 1–1 |     | 1–1 | 3–2 |
| Sligo Rovers          | 0–1 | 2–2 | 1–0 | 1–1 | 0–1 | 2–1 | 1–1 | 0–3 |     | 3–1 | 3–1 | 3–0 | 1–0 | 0–0 | 0–2 | 0–2 | 0–3 | 0–1 |     | 2–0 |
| UCD                   | 1–1 | 1–0 | 0–4 | 0–1 | 0–2 | 1–3 | 0–3 | 0–0 | 2–3 |     | 1–2 | 0–2 | 0–5 | 1–3 | 1–5 | 0–1 | 0–0 | 0–4 | 2–1 |     |

## Baraż o Premier Division
Waterford wygrał 2-1 z Cork City finał baraży o miejsce w Premier Division na sezon 2024.
|  |                         |                         |                         |                         |                         |   |             |                      |                      |                      |           |   |              |              |              |
|  | First Division półfinał | First Division półfinał | First Division półfinał | First Division półfinał | First Division półfinał |   |             | First Division finał | First Division finał | First Division finał |           |   | Finał baraży | Finał baraży | Finał baraży |
|  | First Division półfinał | First Division półfinał | First Division półfinał | First Division półfinał | First Division półfinał |   |             | First Division finał | First Division finał | First Division finał |           |   | Finał baraży | Finał baraży | Finał baraży |
|  |                         |                         |                         |                         |                         |   |             |                      |                      |                      |           |   |              |              |              |
|  |                         |                         |                         |                         |                         |   |             |                      |                      |                      |           |   |              |              |              |
|  | 5                       | Athlone Town            | 1                       | 1                       | 2                       | 2 | Waterford * | 2                    |                      |                      |           |   |              |              |              |
|  | 5                       | Athlone Town            | 1                       | 1                       | 2                       | 2 | Waterford * | 2                    |                      |                      |           |   |              |              |              |
|  | 2                       | Waterford               | 1                       | 3                       | 4                       |   |             |                      |                      | 9                    | Cork City | 1 |              |              |              |
|  | 2                       | Waterford               | 1                       | 3                       | 4                       |   |             | 2                    | Waterford *          | 9                    | Cork City | 1 | 2            |              |              |
|  |                         |                         |                         |                         |                         |   |             | 2                    | Waterford *          |                      |           |   |              |              |              |
|  |                         |                         | 3                       | Cobh Ramblers           | 1                       |   |             |                      |                      |                      |           |   |              |              |              |
|  | 4                       | Wexford                 | 3                       | Cobh Ramblers           | 1                       | 0 | 1           | 1                    |                      |                      |           |   |              |              |              |
|  | 4                       | Wexford                 |                         |                         |                         |   |             | 1                    |                      |                      |           |   |              |              |              |
|  | 3                       | Cobh Ramblers           | 1                       | 1                       | 2                       |   |             |                      |                      |                      |           |   |              |              |              |
|  | 3                       | Cobh Ramblers           | 1                       | 1                       | 2                       |   |             |                      |                      |                      |           |   |              |              |              |

* zwycięstwo po dogrywce.

| 24 października 2023 | Athlone Town       | 1:1   | Waterford          |                                                                 |
| 20:45                | Frantz Pierrot 77' | (0:0) | 52' Ronan Coughlan | Athlone Town Stadium, Athlone Widzów: 1597 Sędzia: Oliver Moran |

| 28 października 2023 | Waterford                       | 3:1   | Athlone Town           |                                                                               |
| 16:00                | Romeo Akachukwu 65', 78', 90+4' | (0:0) | 71' (k) Frantz Pierrot | Waterford Regional Sports Centre, Waterford Widzów: 2237 Sędzia: Gavin Colfer |

| 24 października 2023 | Wexford | 0:1   | Cobh Ramblers            |                                                              |
| 20:45                |         | (0:1) | 14' (sam.) Cian O’Malley | Ferrycarrig Park, Wexford Widzów: 1010 Sędzia: Alan Patchell |

| 28 października 2023 | Cobh Ramblers     | 1:1   | Wexford            |                                           |
| 18:00                | James O’Leary 75' | (0:1) | 33' James Crawford | St Colman's Park, Cobh Sędzia: Marc Lynch |

| 4 listopada 2023 | Waterford                                | 2:1 (pd.)       | Cobh Ramblers        |                                                      |
| 18:00            | Ronan Coughlan 46' · Giles Phillips 100' | (0:0, 1:1, 2:1) | 87' Matthew McKevitt | Turners Cross, Cork Widzów: 2626 Sędzia: David Dunne |

| 10 listopada 2023 | Waterford                                    | 2:1 (pd.)       | Cork City        |                                                                |
| 20:45             | Connor Parsons 68' · Ronan Coughlan 101' (k) | (0:0, 1:1, 2:1) | 55' Cian Coleman | Tallaght Stadium, Dublin Widzów: 4032 Sędzia: Damien MacGraith |

## Najlepsi strzelcy
| Bramki | Strzelcy         | Drużyna               |
| ------ | ---------------- | --------------------- |
| 15     | Jonathan Afolabi | Bohemians             |
| 15     | Jack Moylan      | Shelbourne            |
| 14     | Patrick Hoban    | Dundalk               |
| 13     | Chris Forrester  | St Patrick’s Athletic |
| 13     | Ruairi Keating   | Cork City             |
| 12     | Graham Burke     | Shamrock Rovers       |
| 11     | Max Mata         | Sligo Rovers          |
| 8      | Freddie Draper   | Drogheda United       |
| 8      | Rory Gaffney     | Shamrock Rovers       |
| 8      | Daniel Kelly     | Dundalk               |
| 8      | Jordan McEneff   | Derry City            |

Źródło: .

## Stadiony
| Bohemians       |
| --------------- |
| Dalymount Park  |
| Pojemność: 3640 |
|                 |

| Cork City       |
| --------------- |
| Turners Cross   |
| Pojemność: 7485 |
|                 |

| Derry City         |
| ------------------ |
| Brandywell Stadium |
| Pojemność: 3700    |
|                    |

| Drogheda United  |
| ---------------- |
| Hunky Dorys Park |
| Pojemność: 3500  |
|                  |

| Dundalk         |
| --------------- |
| Oriel Park      |
| Pojemność: 4500 |
|                 |

| St Patrick’s Athletic |
| --------------------- |
| Richmond Park         |
| Pojemność: 5340       |
|                       |

| Shamrock Rovers  |
| ---------------- |
| Tallaght Stadium |
| Pojemność: 8000  |
|                  |

| Shelbourne      |
| --------------- |
| Tolka Park      |
| Pojemność: 4400 |
|                 |

| Sligo Rovers    |
| --------------- |
| Showgrounds     |
| Pojemność: 3873 |
|                 |

| UCD             |
| --------------- |
| UCD Bowl        |
| Pojemność: 3000 |
|                 |

Źródło: 